# Cuori solitari (film 1970)
Cuori solitari è un film del 1970 diretto da Franco Giraldi.

## Trama
Giovanna e Stefano sono una coppia di sposi con otto anni di matrimonio alle spalle che decide di dare una scossa al loro rapporto, ormai diventato troppo monotono, provando l'esperienza dello scambio di coppia di cui hanno spesso sentito parlare. Inizia la ricerca della coppia adatta sfogliando riviste, mettendo annunci e perfino cercando tra i conoscenti, ma ogni incontro si rivela un fallimento. Dopo tanti inutili tentativi, Giovanna, che si era sempre mostrata meno entusiasta dell'idea rispetto al marito, ottiene il rapporto extraconiugale ricercato, al contrario di Stefano che non riesce a concludere. Quando Stefano capisce cosa è accaduto rimane scioccato. Tornati a casa, lui finge di non credere all'accaduto e convince la moglie ad ammettere che è stato solo uno scherzo da parte sua. Vero o no, riesce in questo modo ad evitare che lei se ne vada.

## Produzione
La villa della coppia sul lago si trova a Menaggio, provincia di Como, così come la villa dell'amico ricco della coppia a Bellagio. L'attività del marito, il negozio di moquette, e la loro casa principale si trovano a Bergamo. A Zanica si trova la villa liberty del primo appuntamento.